# ピーター・フォーサイス

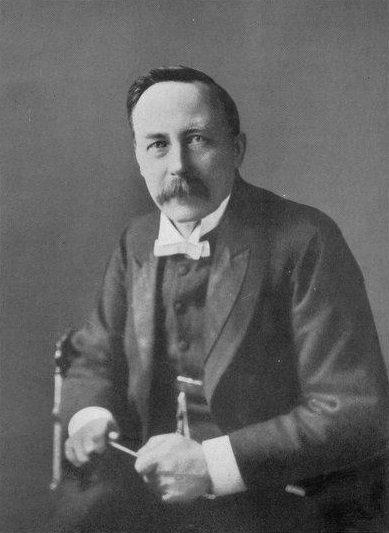
ピーター・フォーサイス

ピーター・テイラー・フォーサイス（Peter Taylor Forsyth, 1848年5月12日 - 1921年11月11日）は、イギリスの牧師、神学者。カール・バルト以前のバルトと呼ばれ、後に新正統主義の大きな影響を与えた。日本でも高倉徳太郎に大きな影響を与えた。

## 生涯
スコットランドのアバディーンで5人兄弟の長男として生まれた。父アイザック・フォーサイスは配本業、郵便配達で収入を得ており、ブラック・フライアーズ街会衆派教会の執事を務めていた。母エルスペット・マクファーソンは裕福な靴商人のピーター・テイラー家の家政婦であった。2人は1847年に結婚し、翌年にピーターが生まれた。「ピーター」の名はテイラーから与えられたものである。テイラーは死後、フォーサイス夫妻に大きな屋敷を残した。
1864年アバディーン大学に入学し、1869年に優秀な成績で卒業して、母校の人文学科の助手として2年間古典を教えた。その後1872年、説教者になるために、ドイツのゲッティンゲン大学のアルブレヒト・リッチュルの元で学んだ。以降終生リッチュル神学の影響を受けることになる。帰国後、ロンドン郊外のハンプステッドにあったハックニー神学大学に編入したが、健康上の理由で1874年に中退した。
1876年からヨークシャー・シプリーの会衆派教会、1880年からはロンドンのハックニーにある聖トマス・スクエア教会、1885年からはマンチェスター北部のチーサム・ヒル教会、1888年からはレスターのクラレンドン・パーク教会、そして1894年からはケンブリッジのエマニュエル教会で、それぞれ牧師を務めた。
1901年、ハックニー神学大学の学長になり、ロンドンで死去するまで、大学の運営と神学生の教育訓練に仕えた。多忙の中で、17冊の著作を発表した。
最初フォーサイスは神学的には自由主義神学者と自認していたが、次第に回心し伝統的な信仰を持ち、自由主義を批判するようになった。

## 著書
- 積極的説教と近代精神
- イエス・キリストの人格と位置
- 十字架の決定性
- キリストの働き
- 信仰と自由と将来
- 教会と国家における神学
- 神の義認
- 祈りの精神
- 教会と聖礼典
- 現世と来世